# Hellinsia subnotatus
Hellinsia subnotatus là một loài bướm đêm thuộc họ Pterophoridae. Nó được biết đến ở Saint Helena.